# Richard Warren
Richard Warren   (Albany, 17 de setembre de 1859 - Chatham, 3 de desembre de 1933) fou un compositor, director d'orquestra i organista estatunidenc.
El seu pare havia estat un organista destacat a Brooklyn i Albany, que al descobrir el talent del seu fill, li donà lliçons. Poc temps després li'n donaren els mestres John White, George Wiegand i PS Schnecker i el 1880-1886 se'n va anar a estudiar a Europa.
Richard es va distingir com a organista director de cors i compositor. Va escriure sis operetes, representades amb èxit, obres per a orquestra, una cantata, cançons, antífones, i un quartet per a instruments de corda.